# Registro pubblico delle opposizioni
Il Registro pubblico delle opposizioni è un servizio pubblico e gratuito italiano, progettato dal Ministero delle imprese e del made in Italy.
Consiste in una base di dati in cui ogni cittadino può far inserire il numero telefonico (fisso o mobile) per bloccare le telefonate a scopo commerciale o di ricerca di mercato.
La gestione del registro, istituito con il decreto del presidente della Repubblica 7 settembre 2010 n. 178, è stata affidata alla Fondazione Ugo Bordoni.

## Funzionamento
Tramite un form presente sul sito è possibile registrare il proprio numero telefonico per non essere più contattati.
Al Registro si può accedere anche in altri modi:
- per email;
- tramite raccomandata;
- via telefono.[4]

## Il sito ufficiale
Il sito è raggiungibile da qualsiasi browser web ed ha una presentazione semplice ed essenziale. La pagina principale contiene due distinte sezioni: “Per il cittadino” e “Per l’operatore”. Scegliendo la prima sezione, “Per il cittadino”, è possibile selezionare l'opzione “Iscriviti”. Dopodiché l'utente può accedere per mezzo dello Spid oppure “Senza autenticazione".
Nel sito spesso la locuzione "Registro pubblico delle opposizioni" viene abbreviata con la sigla in lettere maiuscole "RPO".

## Creazione e aggiornamenti
Il registro è stato istituito con il decreto del presidente della Repubblica 7 settembre 2010 n. 178 ed è stato affidato dal Ministero dello sviluppo economico alla Fondazione Ugo Bordoni; successivamente è stata prima approvata la legge 11 gennaio 2018, n. 5 e poi il decreto del presidente della Repubblica 27 gennaio 2022, n. 26 con cui vengono ampliate e potenziate le funzioni del registro.

### La legge 11 gennaio 2018, n. 5
Inizialmente il registro consentiva solamente di inserire numeri telefonici fissi. La nuova legge ha introdotto nuove regole:
- Possibilità di registrare numeri telefonici fissi e mobili
- Annullamento di tutti i consensi precedentemente conferiti ad eccezione di quelli aventi oggetto la fornitura di beni e servizi
- Divieto di cedere a terzi i dati personali
- Divieto di utilizzare compositori automatici
- Sanzioni potenziate
- Obbligo per i call center di effettuare chiamate con numeri identificabili e richiamabili
- Obbligo per gli operatori di verificare periodicamente i numeri iscritti nel registro

### Il decreto 27 gennaio 2022, n. 26
Esattamente, si intitola: "Regolamento recante disposizioni in materia di istituzione e funzionamento del registro pubblico dei contraenti che si oppongono all'utilizzo dei propri dati personali e del proprio numero telefonico per vendite o promozioni commerciali".
Dal 27 luglio 2022 entra in vigore il nuovo Registro delle opposizioni, il quale prevede, oltre alla tutela dei numeri fissi, anche quella dei numeri di cellulare.